# Нижньокаменка (Новосибірська область)
Нижньокаменка (рос. Нижнекаменка) — село у Ординському районі Новосибірської області Російської Федерації.
Входить до складу муніципального утворення Нижньокаменська сільрада. Населення становить 1085 осіб (2010).

## Історія
Згідно із законом від 2 червня 2004 року органом місцевого самоврядування є Нижньокаменська сільрада.

## Населення
| 2002 | 2007  | 2010  |
| ---- | ----- | ----- |
| 1144 | ↗1165 | ↘1085 |